# Perefaghe Kiribein
Perefaghe Samuel Kiribein (ur. 12 września 1986) – nigeryjski zapaśnik walczący w stylu klasycznym. Brązowy medalista mistrzostw Afryki w 2018 i czwarty w 2010. Czwarty na igrzyskach wspólnoty narodów w 2010 roku.